# المصارع (فلم 2008)
المصارع  (بالإنجليزية: The Wrestler) هو فيلم دراما أُصدر في الولايات المتحدة سنة 2008. الفيلم من إخراج دارين أرنوفسكي. حاز الفيلم علي جائزتين جولدن جلوب وترشيخ آخر . كما تم ترشيحه لجائزتي أوسكار عام 2009 .

## طاقم التمثيل
- ميكي رورك
- ماريسا تومي
- إيفان رايتشل وود
- مارك مارغوليس

## القصة
قصة مستوحاة من الواقع تدور يدور فيلم المصارع حول قصة راندي روبنسون .. مصارع كبير في السن يحاول أن يقضي يومه ما بين العيش على ذكريات الماضي ومحاولة اصلاح الحاضر .. كان راندي أحد نجوم في اللعبة في السابق .. وما زالت آثار النجومية تطارده في توقيعه للجمهور على قمصانهم وأشرطة الفيديو لنزالاته القديمة .. ولكن ذلك لم يعوضه يوما عن علاقته المكسورة بابنته الوحيدة ومحاولاته العديدة لإعادة المياه لمجاريها.
يجبر المصارع على ترك مشواره بسبب تعرضه لأزمات في القلب، فيضطر للعمل كنادل بينما يحاول ان يسترضي ابنته في نفس الوقت الذي يحاول فيه استمالة راقصة في ملهى ليلي إلى قلبه، فجأة يجد نفسه أمام تحدي جديد قد يعيده للحلبة لخوض نزال ضد عدوه اللدود .

## الجوائز
- جوائز الاوسكار : رشح كأفضل ممثل رئيسي وأفضل ممثلة مساعدة 2009
- جوائز جولدن جلوب : فوز أفضل ممثل رئيسي - أفضل أغنية أصلية - ترشيح أفضل موسيقي - 2009

## الميزانية والإيرادات
بلغت تكلفة إنتاج الفيلم حوالي 6 ملايين دولار بينما حقق أرباحاً تقدر بـ 44,703,995 دولار.

## وصلات خارجية
- الموقع الرسمي
- مقالات تستعمل روابط فنية بلا صلة مع ويكي بيانات